# Gradsko kazalište mladih Split
Gradsko kazalište mladih Split (GKM, Split) osnovano je 1943. godine i osnovna mu je djelatnost izvođenje dramskih predstava za mlade.

## Povijest
Gradsko kazalište mladih u Splitu osnovano je u prosincu 1943. u hrvatskom zbjegu u El Shattu kao kulturno-umjetničko društvo čiji su članovi bili djeca u zbjegu, prebačena u Afriku preko Visa i Italije. U sastavu Društva djelovali su folklor, balet, zbor i dramska scena, a predstave su se izvodile u Kairu, Aleksandriji, Suezu i drugim gradovima i to za pripadnike zbijega i savezničke vojske. Prva javna izvedba održana je 18. veljače 1944. godine.
1953. godine Društvo prerasta u Dječje kazalište Titovi mornari sa zadatkom okupljanja djece i mladeži u dramsku i baletnu sekciju te u zbor. Od 1965. godine u kazalištu djeluje i profesionalni glumački ansambl, čiji su prvi članovi Magda Matošić, Josip Genda, Željko Vičević i Marko Bralić. 
1991. godine kazalište mijenja naziv u Kazalište mladih, a od 1994. djeluje pod današnjim nazivom.

## Ansambl
Neka od najslavnija imena hrvatskog glumišta su ponikla u Gradskom kazalištu mladih kao što su: Boris Dvornik, Ivica Vidović, Josip Genda, Mirko Kraljev, Neva Bulić, Zoja Odak, Magda Matošić, Veronika Durbešić, Marija Sekelez, Senka Bulić, Gertruda Munitić, Mani Gotovac, Davor Borčić, Richard Simonelli, Nenad Šegvić, Milan Štrljić, Marija Škaričić, Josip Zovko i dr. poznati i priznati umjetnici.

## Vanjske poveznice
- Gradsko kazalište mladih u Splitu
- Gradsko kazalište mladih u Splitu na KAMO.hr[neaktivna poveznica]